# بایس د پالنسوئلا
بایس د پالنسوئلا (به اسپانیایی: Valles de Palenzuela) یک شهرستان در اسپانیا است که در استان بورگس واقع شده است.

## خصوصیات
بایس د پالنسوئلا ۲۰ کیلومترمربع مساحت و ۱۰۳ نفر جمعیت دارد.